# 鸡鸣驿
40°27′00.93″N 115°18′34.20″E / 40.4502583°N 115.3095000°E
鸡鸣驿，又名鸡鸣山驿，是位于河北省张家口市怀来县鸡鸣驿乡的一个驿站，始建于明朝初期（一说始建于辽金而成于元代），是中国现存的最大的驿站。2001年入选第五批全国重点文物保护单位。
八国联军进北京后，慈禧太后连夜“西狩”，第一夜就住在鸡鸣驿城内的贺家大院内。后来慈禧归京后，专门赐给贺家“鸿喜接福”四个字。目前城内残存有大量明清时期的古建筑，但由于年久失修，大多破败不堪。2004年、2006年两度被世界文化遗产基金会列入世界百处濒危文物 。
电影《甲方乙方》尤老板趴在土城墙上巴望来人接是在鸡鸣驿拍摄。传言电影《大话西游》的结尾片段在鸡鸣驿的西门城楼上拍摄，这其实是个误传。《大话西游》的结尾片段是在宁夏的镇北堡西部影视城拍摄。